# تلیله شکیل

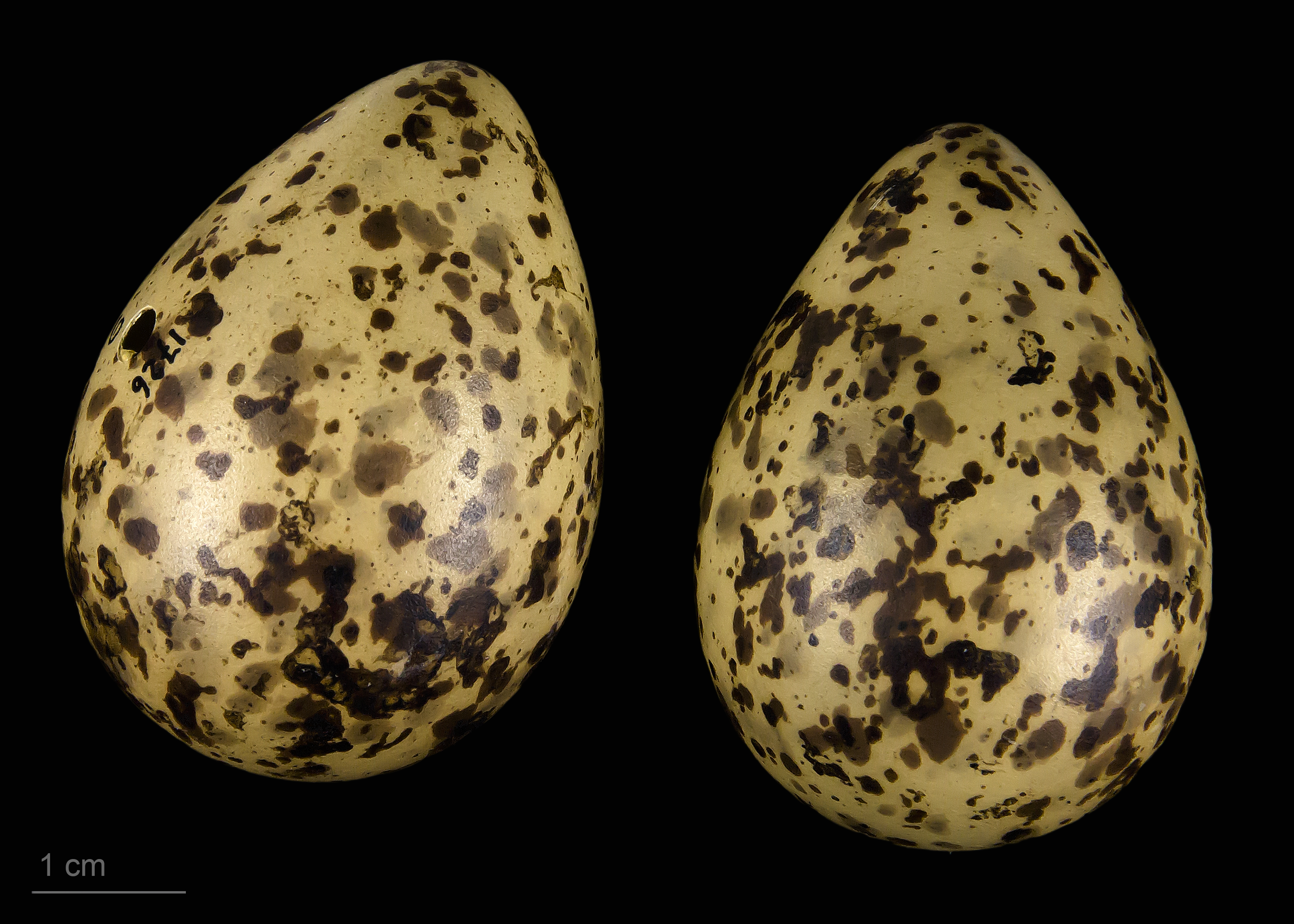
Calidris pugnax pugnax

تلیلۀ شکیل یا آبچلیک شکیل (نام علمی: Calidris pugnax)، پرنده‌ای از تیرهٔ آبچلیکها است که در علف‌زارها و تالابها زندگی می‌کند. جنس نر این پرنده در فصل جفت‌گیری (تابستان)، به وسیلهٔ پرهای زینتی به شکل یقه در دور گردنش قابل شناسایی است.

## زیستگاه
این پرندگان، فصل جفت‌گیری را در علفزارهای مرطوب شمال اوراسیا سپری می‌کنند و با نزدیک شدن فصل سرما به تالابهای شمال مناطق استوایی (غالباً آفریقا) مهاجرت می‌کنند.